# Gian Silvestro Pulejo
Gian Silvestro Pulejo Ainis (Messina, 1860 – 1944) è stato un politico italiano, sindaco di Messina.
Appartenente a una facoltosa famiglia messinese, fu presidente della Camera di Commercio e sindaco della città di Messina. Fondò i Molini Gazzi di Messina. 
Sposò la nobildonna piemontese Marinette de Fernex (1870-1935) e fu suocero del noto imprenditore Uberto Bonino, che contribuì significativamente alla crescita dei Molini Gazzi.